# Dubravko Habek
Dubravko Habek (Bjelovar, 6. studenoga 1965.) - hrvatski liječnik, specijalist za porodništvo i ginekologiju sa subspecijalizacijom iz fetalne medicine, primarijus, redoviti sveučilišni profesor, povjesničar medicine, stalni sudski vještak za ginekologiju i opstetriciju, forenzičar, romanopisac
Rodio se u Bjelovaru 6. studenoga 1965. godine. Diplomirao je na Medicinskom fakultetu u Rijeci 1992., magistrirao na Medicinskom fakultetu u Zagrebu 1996., doktorirao 2000. na Medicinskom fakultetu u Zagrebu, naslov njegove disertacije bio je “Biofizikalni profil fetusa i cerebroumbilikalni omjer u prosudbi fetalne hipoksije”.
Radio je u Općoj bolnici u Bjelovaru od 1992. do 2002. kao liječnik na odjelima anestezije, kirurgije i hitne medicinske pomoći, specijalizant ginekologije i opstetricije, vojni liječnik za vrijeme Domovinskog rata. Nakon toga radio je u Kliničkom bolničkom centru Osijek od 2002. do 2005. godine kao liječnik specijalist, šef odjela ginekologije i porodništva, šef odsjeka rađaone, zamjenik ravnatelja KBC Osijek i v.d. ravnatelja KBC Osijek. Od 2005. do 2022. godine radi na Klinici za ginekologiju i porodništvo Kliničke bolnice “Sveti Duh” u Zagrebu kao primarijus, šef rađaonice i pročelnik. Od 2022. godine radi na Klinici za ženske bolesti i porode KB Merkur. Znanstveno se usavršavao na ginekološkim klinikama u Njemačkoj, Češkoj i Sloveniji. 
Doktorirao je dva puta. Prvi put iz medicine 2000. godine, a drugi put iz povijesti 2011. godine, s tezom o prvoj vojnoj i građanskoj bolnici u Bjelovaru i njenoj ulozi u organizaciji zdravstvene skrbi Varaždinskog generalata.
Predavao je ginekologiju i opstetriciju na Medicinskoj školi Bjelovar i Primaljskoj školi Zagreb (1993.-2000.), na Medicinskom fakultetu u Osijeku (2002.-2005), na Veleučilištu „Lavoslav Ružička“ u Vukovaru (2003.-2005.), a još uvijek predaje na Medicinskom fakultetu u Zagrebu, na Veleučilištu u Bjelovaru (studij sestrinstva) i Hrvatskom katoličkom sveučilištu Zagreb.
Napisao je 26 knjiga ("Ginekologija i porodništvo", "Porodničke operacije" i dr.) i nekoliko stotina znanstvenih članaka i radova, uglavnom o ginekologiji i porodništvu te iz povijesti medicine i medikohistoriografije. Autor je nekoliko romana, koji prožimaju medicinu i povijest: ("Carski drobljenac", "Podneblje nadzemlja", "Bijela kuga").
Redoviti je član Akademije medicinskih znanosti Hrvatske od 2013. (predsjednik Kolegija kirurških znanosti) te član velikog broja hrvatskih liječničkih udruženja. Vanjski je suradnik Zavoda za znanstveno-istraživački rad Hrvatske akademije znanosti i umjetnosti u Bjelovaru. Dobio je zlatnu plaketu „Grb grada Bjelovara“ za znanost 2008. godine.